# Kraljevstvo Zimbabve
Kraljevstvo Zimbabve postojalo je od 13. do 15. stoljeća na prostoru današnje države Zimbabve. Ovo kraljevstvo poznato je po svojoj prijestolnici danas zvanoj Veliki Zimbabve koja je bila najveća kamena struktura u južnoj Africi prije modernog doba.
Osnivatelji kraljevstva Zimbabve doselili su se na ovo područje u 13. stoljeću iz kraljevstva Mapungubwe. Iz Mapungubwea su prenijeli umjetnička i graditeljska znanja i običaje. Kraljevstvo se sastojalo od oko 150 manjih zimbabvea podređenih mambu tj. kralju. Kraljevstvo je kontroliralo trgovinu zlatom i bjelokosti od unutrašnjosti do istočne afričke obale.
Oko 1430. zimbabveski princ Nyatsimba Mutota uputio se na sjever u potrazi za soli. Teritorij koji je osvojio postat će kraljevstvo Mutapa. Ubrzo je ovo kraljevstvo istisnulo Zimbabve i postalo glavna gospodarska i politička sila u ovom dijelu Afrike.
Do 1450. prijestolnica i dobar dio kraljevstva su napušteni. Nestankom ovog kraljevstva dolazi do razvijanja dviju odvojenih prašonskih država. Na sjeveru se nalazilo kraljevstvo Mutapa koje je usavršilo zimbabvesku upravnu strukturu, ali nije nastavilo s građevinskom tradicijom. Na jugu se razvilo kraljevstvo Butua kao manja, ali slična inačica Zimbabvea. Obje ove države su kasnije spojene u veliko carstvo Rozwi.